# キモオタ、アイドルやるってよ
『キモオタ、アイドルやるってよ』は、一色いたるによる日本の漫画。Pixivおよび、動画サイト『ニコニコ動画』のページ『ニコニコ静画』にて、2016年9月17日から連載が開始された。朝起きたら美少女になっていた主人公、逢坂陽子がトップアイドルを目指して奮闘する、TSFアイドルコメディ。
第3回『次に来るマンガ大賞』webマンガ部門にノミネートされ、15位にランクイン。2018年5月5日からはマンガボックスにて商業連載されることが決定した後は、pixivとニコニコ静画に投稿されていた本編は削除されている。
2020年11月29日現在、作者個人名義にてAmazon Kindleのコンテンツとして各話毎に販売されるほか、単行本として全3巻が販売されている。

## 登場人物
逢坂陽子（あいさか ようこ）
本作の主人公で、15歳の中学3年生。黒髪ロングヘアで「圧倒的透明感」と称されるほどの類稀な美少女。重度のアイドルオタクで、自分が所属する事になる「プラチナムーン」の大ファン。本来は陽介というの名前の男子だったが、電車にひかれそうになった少女（の姿をした神）を助けようとし死亡。自責の念に駆られた神の力により美少女に転生させられた。陽介本人にはその記憶は無く、ある朝突然美少女となった自身に驚き混乱する。
陽介の時も決してブサイクではなかったが、性格的な面からキモオタ扱いされており、クラスカーストは最下位だった。陽子になってもそれは変わらず、容姿とアイドル知識を生かして「プラチナムーン」への加入を志し、オーディションに合格。7期生として活動することになる。アイドル活動がクラスメイトに知られた途端、扱いが激変したため、若干人間不信気味。
容姿は優れており、声もかなりの美声だが、歌えば「滅びの歌」と言われてしまうほどの音痴、ダンスはリズム感はあるが表現力は皆無、ファッションセンス、ファンとの交流能力も苦情が来るレベルと、アイドルとしては壊滅的な能力の持ち主で、日々の活動でその現実に打ちのめされているが、周囲の助けと本人の努力もあり、なんとかアイドルとして活動できている。
宮本えみ（みやもと えみ）
陽子の同期となるプラチナムーン7期生。関西出身で普段からお国言葉全開で喋っている。一人称は「うち」。非常に高いコミュニケーション能力の持ち主(陽子と愛歌曰く「コミュ力おばけ」)で、陽子とはオーディションの際宿舎で同室になって以来の仲だが、彼女から先に話しかけて友達になった。生まれて初めて女の子から先に話しかけられた陽子は感動のあまり泣いている。
実家は両親の経営する定食屋で、幼い妹がいる。彼女自身の料理の腕のなかなかのものであり、よく寮生に手料理を振舞っている。
南愛歌（みなみ まなか）
陽子の同期となるプラチナムーン7期生。メンバー最年少の13歳。一人称は「まな」。年齢より幼い言動で、相手のズボンをおろすなどのいたずらをして周囲を困らせることも。しかし性格は楽観的で、ポジティブな発言で場を和ませるムードメーカー的な存在でもある。ピアニストである両親の影響でピアノを嗜む。絶対音感の持ち主で、陽子の音痴を解消するためにアドバイスをすることも。
朝比奈凛（あさひな りん）
陽子の同期となるプラチナムーン7期生。地方出身で寮暮らし。本人は標準語で話しているが、訛りバリバリの若く美人な母親がいる。7期生では一番アイドルとしての意識が高く、芸能活動に対しても真摯。そのため容姿だけで実力・意識が伴わない陽子にきつく当たることもあるが、なんだかんだで世話を焼いてしまうことも多いツンデレ気質。
ダンスを得意としアイドルとしての実力もあるが、ファッションセンスは陽子と同レベル、料理をすればダークマターを作ってしまうなど、女子としてはちょっと残念な子。

### PLATINUMOON（プラチナムーン）
陽子たちが所属することになったアイドルグループ。かつてはトップクラスの人気を誇っていたが、近年では人気が低迷している。
星野明日香（ほしの あすか）
17歳。現センターで5期生。陽子の推しメンで彼女にとって神の如き存在。歌唱力、ダンス、ファンとの交流能力全てが卓越しており、ファンだった頃の陽子（陽介）の事も記憶していて、彼女の事は「逢坂君」と呼んでいる。
八王子から世田谷を経て東京タワーまでのマラソンを苦も無くこなすほどの身体能力の持ち主で、腹筋が割れている。プライベートでは祖父母と暮らしていて、特に祖父の影響が大きいらしく、趣味は将棋だったり、喋り方、性格ともにやや男性的。
母親は元宝塚トップ女優で、父親のわからないいわゆる隠し子。その事を週刊誌で報道された結果、バッシングを受けて一時期活動を休止していた事もあるが、祖父や仲間の励ましにより復帰している。
九条楓（くじょう かえで）
現リーダーで5期生。18歳と最年長で、唯一の大学生。天然ボケを発揮するシーンが多くみられるが、優しく仲間想いな性格で、足を引っぱりがちな陽子へのフォローやアドバイスを欠かさない。
実家は城のような作りの屋敷になっており、武装した執事とメイドがいる。
藤田りんご（ふじた りんご）
17歳で6期生。自称「御伽の国からやってきた白雪姫の生まれ変わり」のため、「トイレには行かない」という設定を頑なに守っている。後輩に対しても「りんごちゃん」と呼ぶように求めるなど、電波系を装っているが、実はメンバー随一の常識人で、天然だらけのメンバーに対するツッコミ役。 プライベートでは地味でおどおどした性格をしており、カメラが回っている際のキャラクターとの落差が大きく、本名で活動しているにもかかわらず同級生には全く気付かれていない。
山崎若葉（やまざき わかば）
17歳で5期生。メンバー最長身で、運動神経に優れたボーイッシュ系王子キャラ担当であり、一人称は「オレ」。ファンには「若様」と呼ばれている。難しい事は考えられないタイプで、好きなものはサッカーと兄。
ブログ更新を日課としているが、写真撮影や投稿内容の作成、握手会用セリフの考案は兄が行っている。
仁藤胡桃（にとう くるみ）
16歳で6期生。メンバーの中では最もスタイルが良く、ファッション雑誌の専属モデルも務めている。りんごと並ぶ常識人だが、押しが弱いおっとりとした性格のため、ツッコミ役にはなれていない。
自身のファンから陽子と凛のファッションについて苦情が入ったことから、彼女のファッション相談役も務めることも。
優れた容姿から他推によりアイドルデビューをしてしまった為、一時的に活動に対するモチベーションを失うが、りんごの種類を選ばず精力的に仕事をこなす姿を見て持ち直す。

### プラチナムーンスタッフ
環アリス（たまき アリス）
プラチナムーンのプロデューサーで、作曲・作詞も担当しており、女性の感性を良く捉えた楽曲には定評がある。普段は表に出ないため、陽子たちは女性だと想像していたが、実は胡散臭い雰囲気の男性。伸びしろに期待したのか、能力的には一番劣る陽子を7期生として採用した。その後も陽子を新曲のセンターにしたり、SNSで彼女の話題を拡散させるなど、話題作りのために暗躍している。
プラチナムーンが話題になるならメンバーのスキャンダルも歓迎し、それによるメンタルへの悪影響も気に留めない図太い性格をしている。
リズ・メロディーヌ
ボーカルレッスンのトレーナー。屈強な体格のオネエ系で、アリスとは昔からの仲らしく遠慮なく話せる間柄。現職以前は舞台女優を目指していたらしい。当初、陽子の歌声を「ドブのような不快音」と評していたが、彼女のリズム感の良さや美声などアイドルとしてのポテンシャルと努力家の一面に気づき、合格のための奇策を設けた。
大島恵子（おおしま けいこ）
振付師でダンスレッスンのコーチ。肝っ玉母さんと言った容姿の中年女性で、メンバーを厳しくも愛情をもって指導している。
マネージャー
本名は不明。眼鏡の若い女性。全国ネットの歌番組の仕事や、新人である陽子に少年誌のグラビアの仕事を取ってくるなど、かなりの敏腕。

### 陽子のドルオタ仲間
アオバ
大学生で若葉推し。身長155センチメートルと小柄な事ことにコンプレックスを持っている。陽子（陽介）への呼びかけは「坂ちゃん」。
実は若葉の実兄である。陽子（陽介）や緑川部長には「推しを自分の妹と言うイタい人」だと勘違いされていた。
顔は若葉そっくりな美形であり、サッカーで全国大会出場経験もあるなどモテる要素は多く、あと20センチ身長があればと陽子には惜しまれていた。
緑川部長（みどりかわぶちょう）
社会人でりんご推し。どんなイベントにも必ずやってくるおまいつ（「お前いつもいるな」の略）で、本名は佐々木（下の名前は不明）。あだ名の由来は「若いころは緑川光の声が似合いそうな美形だった」ことから。
典型的なオタクルックで、陽子（陽介）への呼びかけは「逢坂氏」。部長と呼ばれているが、役職はヒラで窓際社員である。元々は営業のエースと言われた敏腕社員だったが、オタ活のために仕事を捨てた過去があるらしい。

### その他の人々
谷口颯太（たにぐち そうた）
陽子のクラスメイト。陽キャで陽子からはクラスカーストの上位層だと思われている。適当にやっても何でも上手くこなせる天才肌だが、それゆえに努力のやり方が分からず適当に生きているという自覚があり、努力家の陽子を尊敬している。ごく僅かにだが陽介の記憶を持っている。
高崎ゆり（たかさき ゆり）
陽子のクラスメイトでクラスのマドンナ的存在。谷口の元カノでよりを戻す機会を狙っていたが、谷口の今の彼女と勘違いした陽子と話しているうちに「谷口の彼女」と言うステータスが欲しかっただけと悟って吹っ切り、以来陽子の友人となる。陽子のブログに毎日コメントをしたり、使えるアプリを紹介するなど関係は良好。
辻川文乃（つじかわ あやの）
陽子の熱心なファンで、彼女を「大天使」と呼んでいる女性会社員。普段は眼鏡で地味な装いだが、気合いを入れておしゃれをした時は陽子の目から見ても美人と言える容姿の持ち主。実は緑川部長と同じ会社に勤めている。
神
陽介を女にした張本人で、最低でも八つの世界を創造している本物の創造神。意外とうっかりした性格で、手違いで死なせてしまった陽介を陽子に変える事で報いるが、そのために他の人の人生が変わったり、異世界が滅びそうになったりしたため、急に陽子を男に戻そうとするなど、行き当たりばったりな言動が目立つ。